# Bouloire
Bouloire é uma comuna francesa na região administrativa do País do Loire, no departamento de Sarthe. Estende-se por uma área de 26.77 km². Em 2010 a comuna tinha 2 113 habitantes (densidade: 78,9 hab./km²).